# 廷巴克圖 (新澤西州)
廷巴克圖（英語：Timbuctoo）:873是位於美國新澤西州伯靈頓縣的非建制地區。

## 地理
廷巴克圖所處的海拔為高於海平面10米（即33英呎），而該地所採用的時區為UTC-5，即北美东部时区（EST）。同時該地設有夏令時間，為UTC-5調快一小時，即UTC-4（EDT）。